# Phare de l'île Escalvada
Le Phare de l'île Escalvada (en portugais : Farol de Ilha Escalvada) est un phare sirué sur un îlot rocheux (nommé Ilha Escalvada) à 10 km au large de la ville de Guarapari de l'État de Espírito Santo - (Brésil). 
Ce phare est la propriété de la Marine brésilienne  et il est géré par le Centro de Sinalização Náutica e Reparos Almirante Moraes Rego (CAMR) au sein de la Direction de l'Hydrographie et de la Navigation (DHN).

## Histoire
Le phare, mis en service en 1907, est une tour cylindrique en fonte de 12 m de haut, avec galerie et lanterne, peinte en rouge. Le phare émet, à une hauteur focale de 27 m, deux éclats blancs toutes les six secondes avec une portée maximale de 15 milles marins (environ 28 km). Érigé au point le plus haut de l'île, il marque la présence de l'île Escalvada à l'approche du port de Guarapari.
Identifiant : ARLHS : BRA033 ; BR2288 - Amirauté : G0330 - NGA :18316 .

## Caractéristique dufeu maritime
- Fréquence sur 6 secondes : 
  - Lumière : 0.5 seconde
  - Obscurité : 2.5 secondes
  - Lumière : 0.5 seconde
  - Obscurité : 2.5 secondes